# Тайлер (округ, Западная Виргиния)
Округ Тайлер (англ. Tyler County) располагается в США, штате Западная Виргиния. Официально образован 1814 году, получил своё название в честь американского юриста, политического и государственного деятеля, 15-го губернатора штата Виргиния Джона Тайлера Старшего. По состоянию на 2012 год, численность населения составляла 9208 человек.

## География
По данным Бюро переписи США, общая площадь округа равняется 676 км², из которых 663 км² суша и 11 км² или 1,7 % это водоёмы.

### Соседние округа
- Уэтзел (Западная Виргиния) — северо-восток
- Додридж (Западная Виргиния) — юго-восток
- Ритчи (Западная Виргиния) — юго-запад
- Плезантс (Западная Виргиния) — запад
- Вашингтон (Огайо) — запад
- Монро (Огайо) — северо-запад

## Население
По данным переписи населения 2000 года в округе проживает 9 592 жителей в составе 3 836 домашних хозяйств и 2 834 семей. Плотность населения составляет 14 человек на км². На территории округа насчитывается 4 780 жилых строений, при плотности застройки около 7-ми строений на км². Расовый состав населения: белые — 99,35 %, афроамериканцы — 0,02 %, коренные американцы (индейцы) — 0,05 %, азиаты — 0,08 %, гавайцы — 0,01 %, представители других рас — 0,03 %, представители двух или более рас — 0,45 %. Испаноязычные составляли 0,43 % населения независимо от расы.
В составе 30,30 % из общего числа домашних хозяйств проживают дети в возрасте до 18 лет, 61,40 % домашних хозяйств представляют собой супружеские пары проживающие вместе, 8,60 % домашних хозяйств представляют собой одиноких женщин без супруга, 26,10 % домашних хозяйств не имеют отношения к семьям, 23,10 % домашних хозяйств состоят из одного человека, 12,10 % домашних хозяйств состоят из престарелых (65 лет и старше), проживающих в одиночестве. Средний размер домашнего хозяйства составляет 2,47 человека, и средний размер семьи 2,89 человека.
Возрастной состав округа: 23,30 % моложе 18 лет, 6,50 % от 18 до 24, 26,90 % от 25 до 44, 26,90 % от 45 до 64 и 16,50 % от 65 и старше. Средний возраст жителя округа 41 лет. На каждые 100 женщин приходится 95,50 мужчин. На каждые 100 женщин старше 18 лет приходится 94,90 мужчин.
Средний доход на домохозяйство в округе составлял 29 290 USD, на семью — 35 320 USD. Среднестатистический заработок мужчины был 34 250 USD против 18 140 USD для женщины. Доход на душу населения составлял 15 216 USD. Около 12,20 % семей и 16,60 % общего населения находились ниже черты бедности, в том числе — 24,00 % молодежи (тех кому ещё не исполнилось 18 лет) и 12,70 % тех кому было уже больше 65 лет.